# 흑백요리사: 요리 계급 전쟁
《흑백요리사: 요리 계급 전쟁》(영어: Culinary Class Wars)은 넷플릭스의 요리 서바이벌 프로그램이다. 방송 직후 세계 여러 나라에서 시청률 1위를 기록했고, 대만인들의 한국 관광 열풍과 한국 음식에 대한 사랑을 불러일으켰다. 유명 레스토랑 셰프 등 100인의 요리사가 출연한다. 심사위원은 백종원과 안성재가 맡았다. 가제는 《무명요리사》였다.

## 공개 정보

### 예고편
- 티저 예고편[2]
- 공식 예고편[3]

### 기타 영상
- 100인의 셰프 최초 공개[4]

## 출연진

### 심사위원
- 백종원
- 안성재

### 주요 참가자
| - 김도윤: 윤서울 오너 셰프 - 김승민: Olive 《마스터셰프 코리아》 우승 - 나폴리 맛피아: 비아 톨레도 파스타바 오너 셰프 (최종 우승) - 남정석: 로컬릿 오너 셰프 - 박준우: Olive 《마스터셰프 코리아》 준우승 - 방기수: 前 비채나 총괄 셰프 - 선경 롱게스트: 푸드 네트워크 《레스토랑 익스프레스》 우승 - 안유성: 대한민국 명장 - 에드워드 리 - 여경래: 홍보각 오너 셰프 - 오세득: 친밀 오너 셰프 | - 이영숙: Olive 《한식대첩 2》 우승 - 파브리치오 페라리: 전 우송대학교 글로벌조리학과 교수 - 장호준: 네기컴퍼니 대표 - 정지선: 티엔미미 오너 셰프 - 조셉 리저우드: 에빗 오너 셰프 - 조은주: 터치더스카이 수석 셰프 - 최강록: Olive 《마스터셰프 코리아 2》 우승 - 최지형: 리북방 오너 셰프 - 최현석: 쵸이닷 총괄 셰프 - 황진선: 진진 오너 셰프 |

## 음악
- 음악
  - 박교연
  - 석승희
- 작곡
  - 최진우
  - 한서진
  - 정진목
  - 한조
  - 서창석
  - 조시형
  - 아론
  - 박주영
  - 조은정

## 여담
- 제작사 스튜디오 슬램의 윤현준 PD가 연출한 4번째 서바이벌 프로그램이다.

## 수상 목록
- 2025년 제61회 백상예술대상 방송부문 대상 (흑백요리사: 요리 계급 전쟁)
- 2025년 제4회 청룡시리즈어워즈 예능 부문 최우수 작품상 (흑백요리사: 요리 계급 전쟁)